# Joseph Anthony O’Sullivan
 Joseph Anthony O’Sullivan (* 29. November 1886 in Hamilton, Ontario; † 6. Juni 1972 in Hôtel-Dieu, Kingston, Ontario) war ein kanadischer römisch-katholischer Geistlicher.
Joseph O’Sullivan war der Sohn von Joseph und Catherine (geb. Fogarty) O’Sullivan. Er erhielt seine frühe Ausbildung an der St. Mary’s School in seiner Geburtsstadt und besuchte dann von 1903 bis 1908 das St. Jerome’s College in Kitchener. Von 1908 bis 1911 studierte er Philosophie und Theologie am Grand Seminary of Montreal in Québec.
O’Sullivan wurde am 5. August 1911 von Thomas Joseph Dowling zum Priester für das Bistum Hamilton geweiht. Papst Pius XI. ernannte ihn am 6. Februar 1931 zum Bischof von Charlottetown. Andrea Cassulo, Apostolischer Delegat in Kanada, weihte ihn am 7. Mai 1931 zum Bischof. Mitkonsekratoren waren Neil McNeil, Erzbischof von Toronto, und John Thomas McNally, Bischof von Hamilton. Am 18. Mai 1931 wurde er als Bischof inthronisiert. Papst Pius XII. ernannte ihn am 26. Februar 1944 zum Erzbischof von Kingston. Papst Paul VI. nahm am 14. Dezember 1966 seinen Rücktritt als Erzbischof an und ernannte ihn zum Titularerzbischof pro hac vice von Maraguia. Am 23. November verzichtete er auf das Titularbistum.
O’Sullivan nahm an allen vier Sitzungsperioden des Zweiten Vatikanischen Konzils als Konzilsvater teil.